# Xã Upper Mahanoy, Quận Northumberland, Pennsylvania
Xã Upper Mahanoy (tiếng Anh: Upper Mahanoy Township) là một xã thuộc quận Northumberland, tiểu bang Pennsylvania, Hoa Kỳ. Năm 2010, dân số của xã này là 796 người.